# 關東足球聯賽
關東足球聯賽（日语：／，簡稱KSL）位於日本關東地區的7個縣（茨城縣、栃木縣、群馬縣、埼玉縣、千葉縣、東京都、神奈川縣、山梨縣）。 1967年成立，2000年更名為現名。從2003年開始，它改為兩部分系統。從2012年開始，甲級，乙級擴展為10個制，共有20個是日本九大地區之一的聯賽，甲級，乙級（如果日本足球聯賽被日本足球四級比賽，分別對應四級）是第五和第六級。

## 外部連結
- Kantō Soccer League official website （页面存档备份，存于）